# メンカブリオタテガモ
メンカブリオタテガモ （面被尾立鴨、学名：Oxyura dominica）は、カモ目カモ科に分類される鳥類の一種である。他のオタテガモ属の種とは体型がやや異なるため、本種は別属メンカブリオタテガモ属（Nomonyx）に分類されることもある。その場合、学名はNomonyx dominicusとなる。

## 分布
南アメリカの熱帯地域と西インド諸島に分布する。メキシコ南部からパナマにかけての中央アメリカの熱帯地域でも観察されることがある。

## 形態
雄は顔の前部が黒く、後頭部から胸、背中、尾は赤茶色である。この体色がお面を被っているように見えることが、英名、和名の由来である。背中と脇には黒い斑がある。雄のエクリプスと雌は全身褐色で、顔に灰色の帯が2本入る。

## 生態
河川や湖沼に生息する。
水生植物の葉や根、昆虫類、小さな甲殻類などを食べる。
水辺の茂みの中に営巣する。1腹4-6個の卵を産み、抱卵期間は約28日である。